# Албедо
Вижте пояснителната страница за други значения на Албедо.
Албедото характеризира отражателната способност на повърхността на телата и представлява отношението на количеството отразено слънчево излъчване от естествена или изкуствена повърхност към количеството излъчване, постъпващо към нея.
Албедото зависи от вида и състоянието на отразяващата повърхност (вода, растителност, облаци и др.) и от изменението на слънчевия спектър и ъгълът на падане на слънчевите лъчи. То се променя през деня и в различни периоди на годината. Албедото на планетата Земя е отношението на слънчевата радиация отразената от Земното кълбо, заедно с атмосферата обратно в пространството към слънчевата радиация, постъпваща на горната граница на атмосферата.
Различават се два вида албедо – интегрално и спектрално. Интегралното албедо е за целия поток слънчево излъчване, а спектралното – за отделни участъци от слънчевия спектър.
Стойностите на албедото са от 0 до 1 или се представят в проценти. Например: албедото на короните на дърветата съставлява 10 – 15%, тревата – 20 – 25%, пясъка – 30 – 35%, снежната покривка – 50 – 75% и повече. Като цяло отражателната способност на Земята е близка до 40%.